# Stuyvesantplein
Het Stuyvesantplein is een plein in Den Haag in de wijk Bezuidenhout, vernoemd naar Peter Stuyvesant (1611 of 1612-1672), een Nederlands koloniaal bestuurder.

## Ligging
Het Stuyvesantplein is gelegen in de buurt Bezuidenhout-Oost in Den Haag. Het heeft de vorm van een onregelmatige zeshoek en wordt doorkruist door de Juliana van Stolberglaan en de Stuyvesantstraat. De Loudonstraat loopt vanaf het plein naar de Carel Reinierszkade en de Pahudstraat eindigt met haar hoogste huisnummers bij het plein. In het hart van het plein ligt een ruim voetgangersplein met groen en bankjes, met daarop een monumentaal gedenkteken. Aan de zuidzijde ligt een kleiner middenplein. De twee pleinen worden doorkruist door de Juliana van Stolberglaan. Het plein ligt op anderhalve kilometer afstand van de Haagse binnenstad. Met een halte van tramlijn 6 op het Stuyvesantplein is er een directe verbinding met station Den Haag Centraal en de binnenstad. Ook is er een halte van nachtbus N2 van HTM.

## Naam
Naamgever van het plein en de Stuyvesantstraat die het doorkruist is Peter Stuyvesant, 17e-eeuws bestuurder van Nieuw-Nederland, de
Nederlandse kolonie waarin het latere New York ontstond. In dit deel van het Bezuidenhout zijn meer straten genoemd naar koloniale bestuurders, waaronder de Loudonstraat en de Pahudstraat die uitkomen op het Stuyvesantplein.

## Geschiedenis

### Aanleg
Na de straataanleg in 1915, werd het plein twaalf jaar lang officieel Stuyvesantstraat genoemd. In het dagelijks verkeer werd echter van het Stuyvesantplein gesproken, getuige onder meer de historische vernoeming van de tramhalte op het plein en nieuwsartikelen uit die tijd in dagbladen. Pas in het begin van de jaren twintig van de 20e eeuw verrees de eerste bebouwing aan het plein. De huidige naam werd in 1927 vastgesteld door de Haagse gemeenteraad.

### Tramverkeer
Al sinds 1925 heeft het Stuyvesantplein een directe tramverbinding met de binnenstad van Den Haag. Op de voormalige keerlus op het plein hadden lijn 4 (1925-1937), lijn 13 (1927-1931 en 1937-1944) en zomertramlijn 15 (1925-1941) hun standplaats, maar het is tramlijn 6 die sinds 1927 onafgebroken het plein aandoet. Sinds 1961 is het Stuyesantplein niet meer het eindpunt, maar rijden de trams door de Loudonstraat verder naar de wijk Mariahoeve. Vanwege al die lijnen had de keerlus toentertijd drie sporen. Toen het geen eindpunt meer was bleef één spoor over, eigenlijk meer een korte verbinding tussen beide richtingen, zodat er indien nodig toch gekeerd kon worden. Bij spoorvernieuwing rond 2020 kwam het niet terug. De tramlijnen 4 en 13 benaderden het plein via de Stuyvesantstraat, lijn 6 en zomerlijn 15 via de Juliana van Stolberglaan, evenals lijn 7 die in de periodes 1983-1985 en 1992-2001 ook over het Stuyvesantplein reed.

### Prinses Juliana-monument
Op het Stuyvesantplein staat een natuurstenen sculptuur, omringd door vier afgewende liggende leeuwen. In de vier zijden is de tekst IN · BLIJDE · HEUGENIS | AAN · 30 APRIL · 1909 | DOOR · S-GRAVENHAAGSCHE | INGEZETENEN · GESTICHT gegraveerd. Het betreft het Prinses Juliana-monument, dat op 21 september 1910 door prins Hendrik was onthuld op het Juliana van Stolbergplein ter herinnering aan de geboorte van zijn dochter, prinses (later koningin) Juliana. Met haar komst was de voortzetting van de monarchie in Nederland veiliggesteld. In 1956 werd het na herstelwerkzaamheden verplaatst naar het Stuyvesantplein. Na de verplaatsing is het oorspronkelijke ontwerp niet getrouw gevolgd, want het bassin werd niet meer gevuld met water, maar met planten. Het monument, dat vervaardigd is uit Obernkirchener zandsteen en een diameter heeft van vijf meter, is een ontwerp van architect Jos Limburg, die de vier rondom liggende, afgewende leeuwen, liet vormgeven door kunstenaar Jan Altorf.
Het Juliana van Stolbergplein, waar het monument oorspronkelijk werd geplaatst, was zwaar getroffen tijdens het bombardement op het Bezuidenhout op 3 maart 1945. Jos Limburg en zijn echtgenote, kunstenares Marie Clant van der Mijll, zaten ondergedoken in Bezuidenhout en zijn tijdens het bombardement spoorloos verdwenen en vermoedelijk omgekomen. Van de huizen aan het Juliana van Stolbergplein waren slechts ruïnes over, maar het monument was, hoewel behoorlijk beschadigd, nog voldoende intact om tot herstel te besluiten. De verplaatsing van het monument was een gevolg van het wederopbouwplan “Bezuidenhout B”, dat door de gemeenteraad was vastgesteld op 16 november 1953. In de jaren vijftig werden omwille van het plan een flink aantal straten en pleinen in de wijk verbreed en verlegd. Door de herinrichting moest het monument verdwijnen van zijn oude plek.

## Galerij

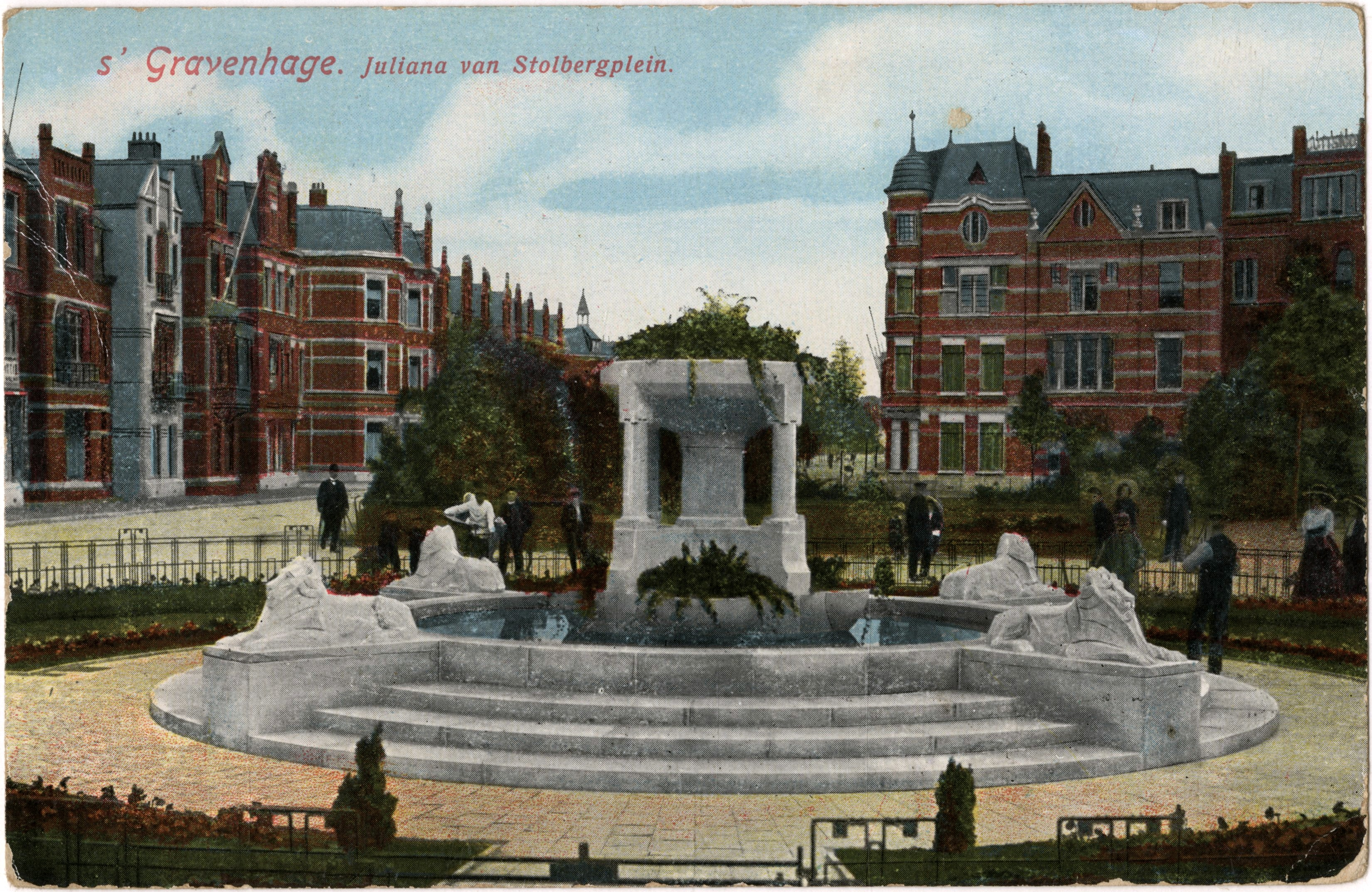
Prinses Juliana Monument op zijn oude plek, 1910
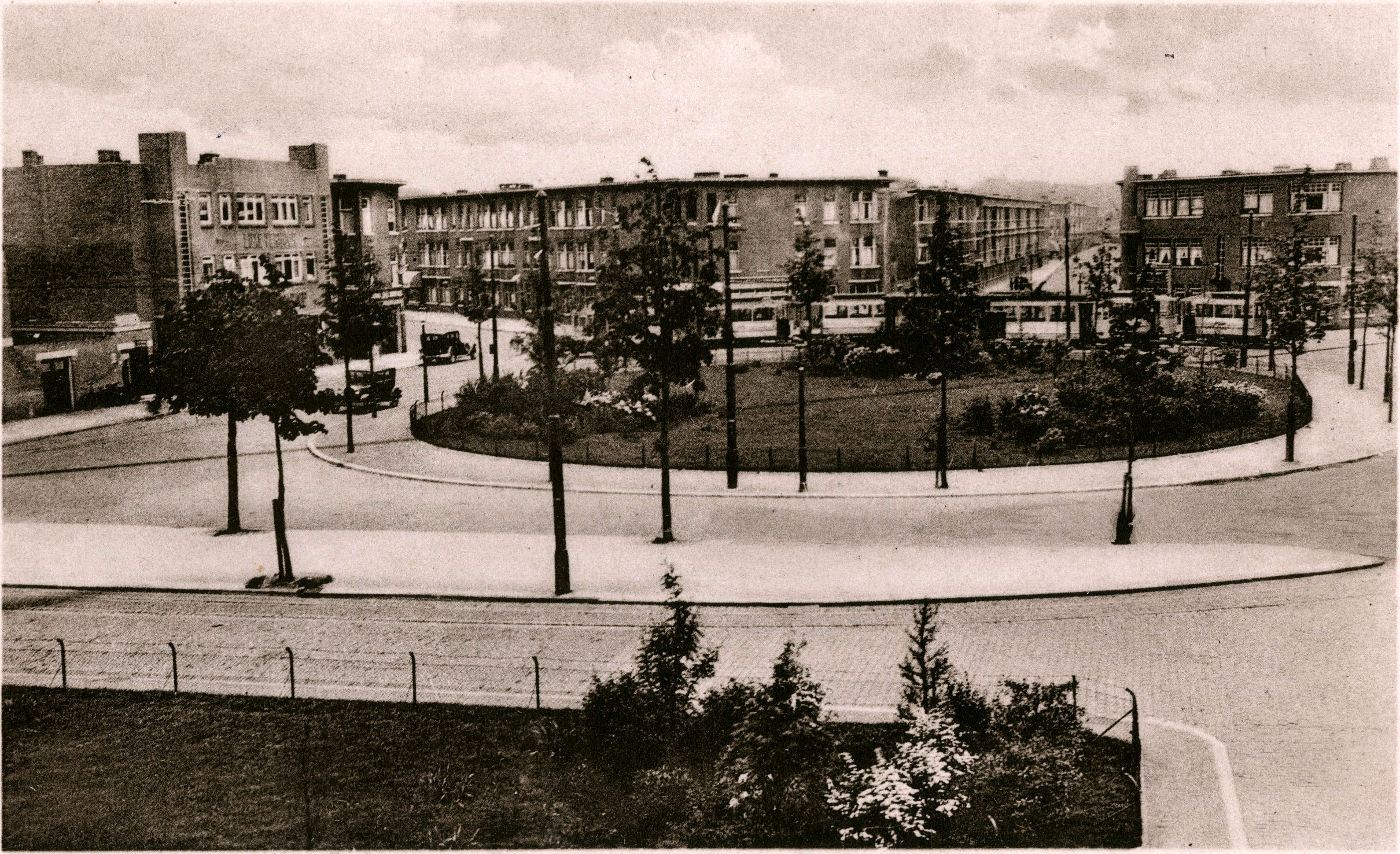
Stuyvesantplein rond 1930
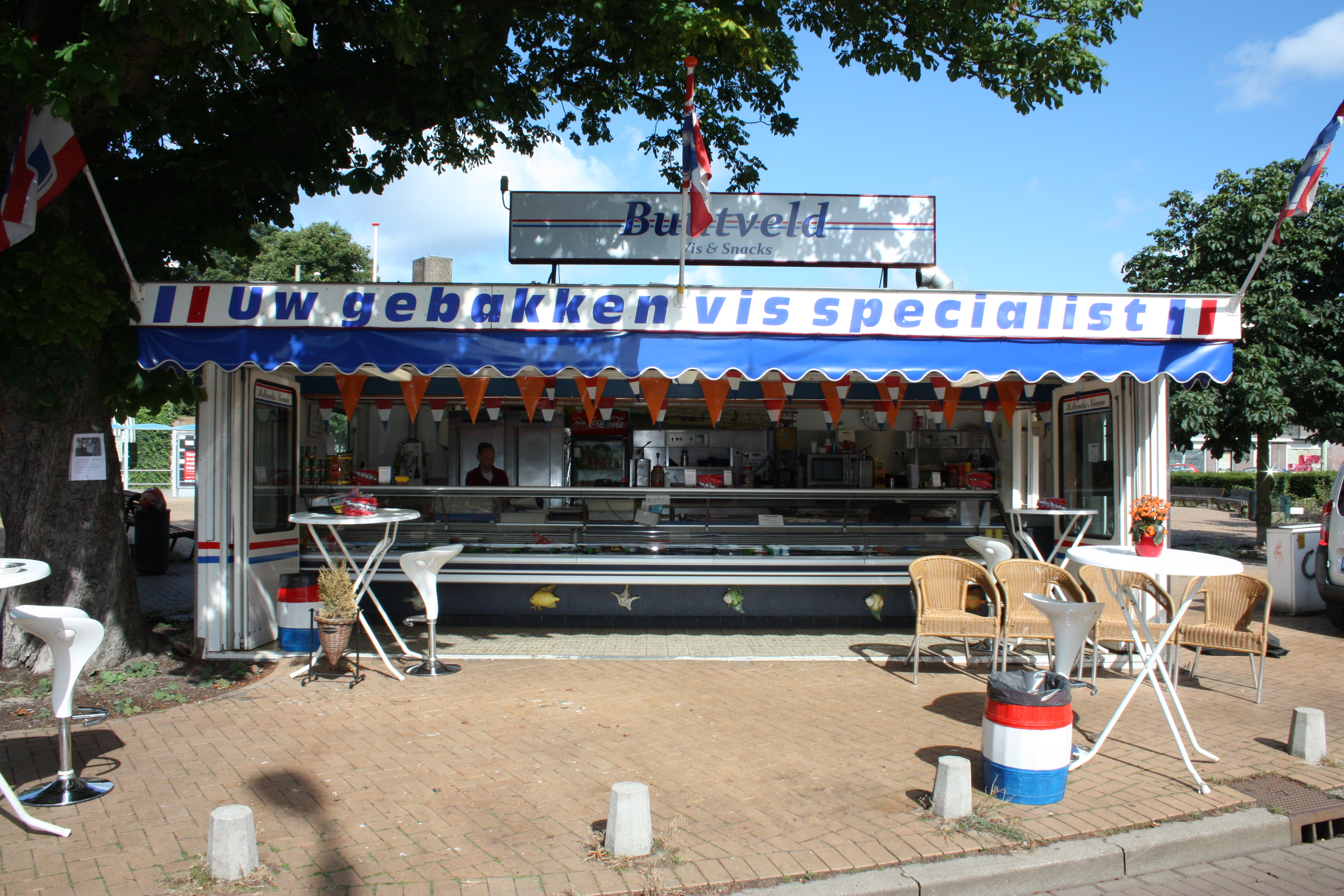
Viskar op het Stuyvesantplein in 2012
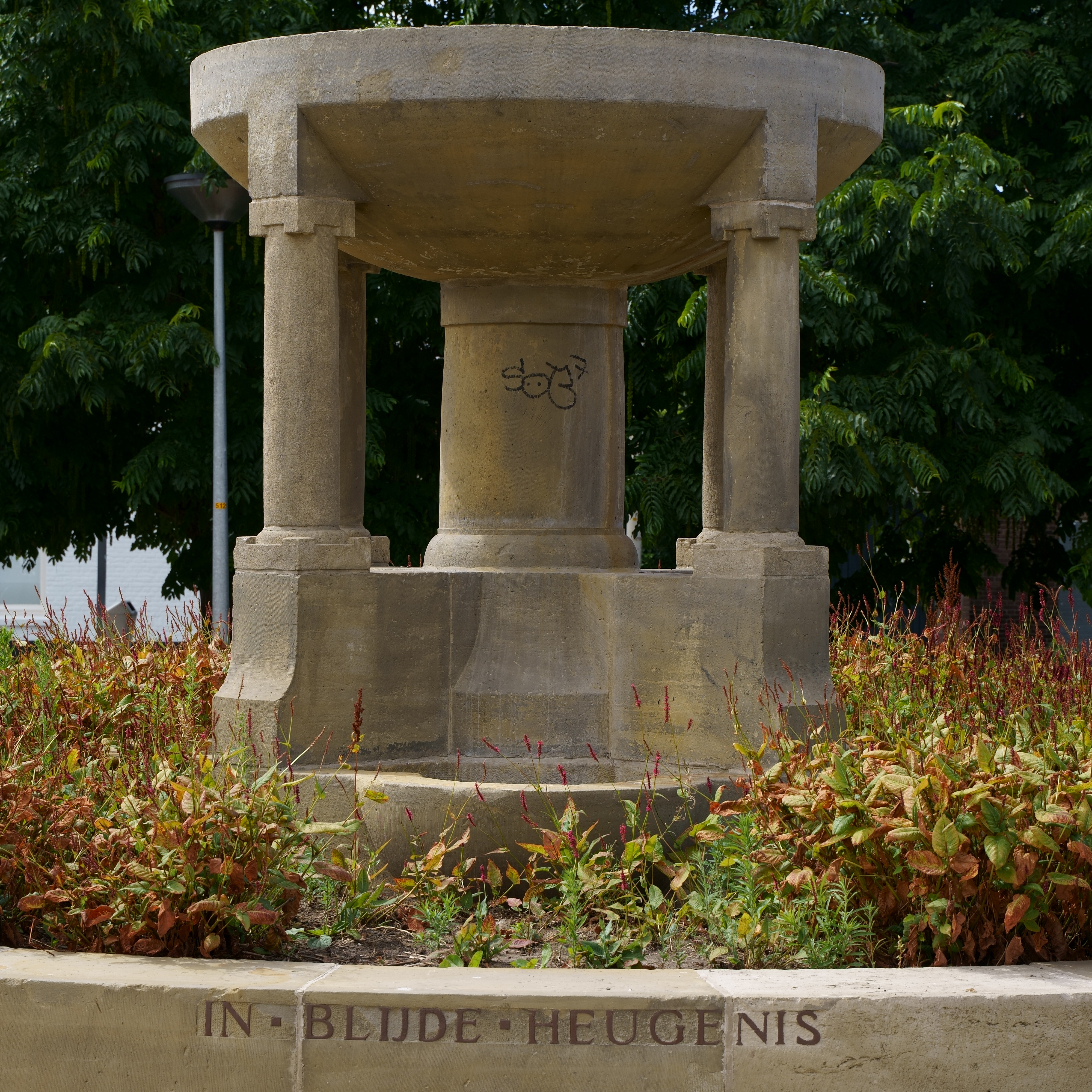
Detail "In blijde heugenis"
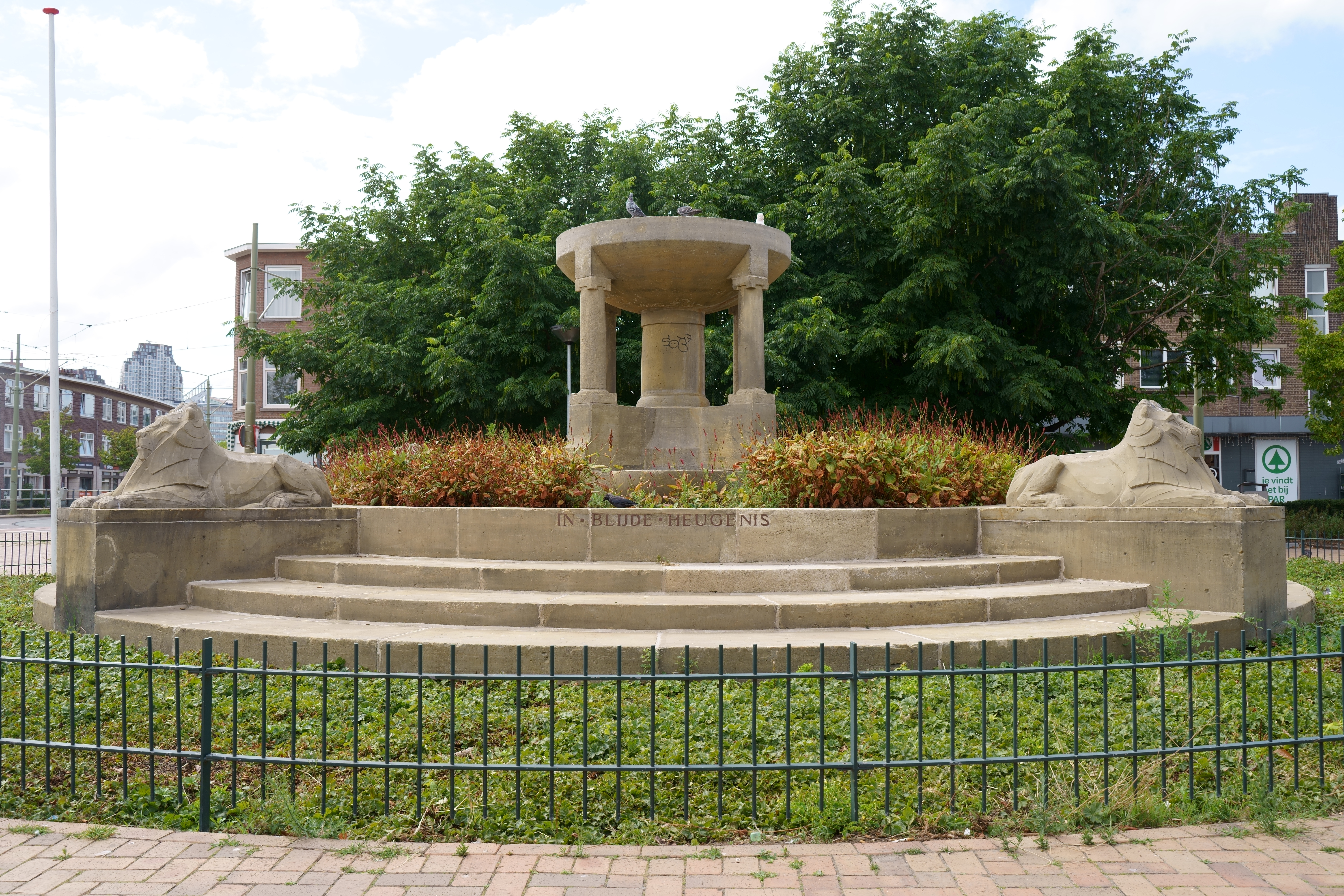
"In blijde heugenis"
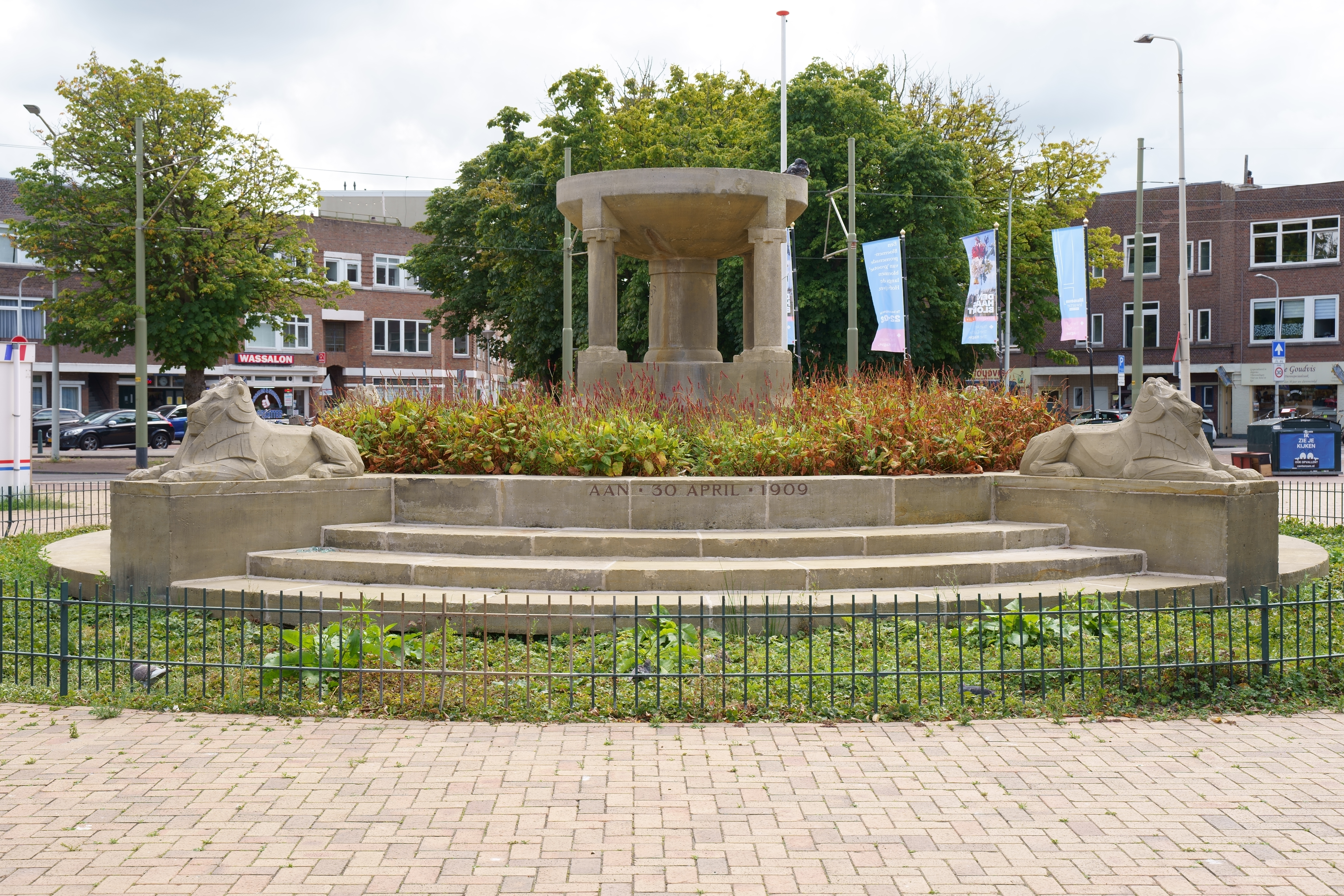
"aan 30 april 1909"
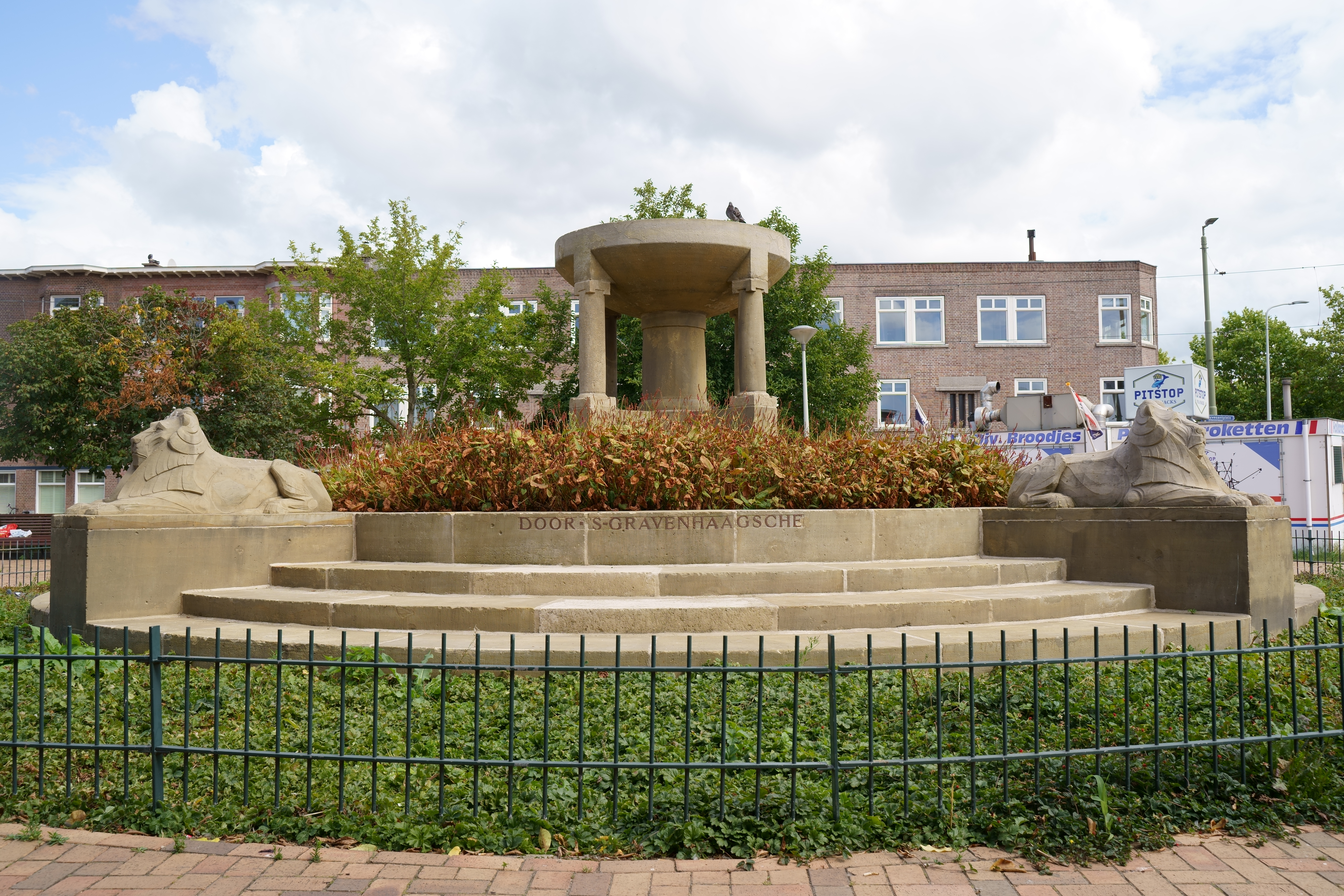
"door s-Gravenhaagsche"
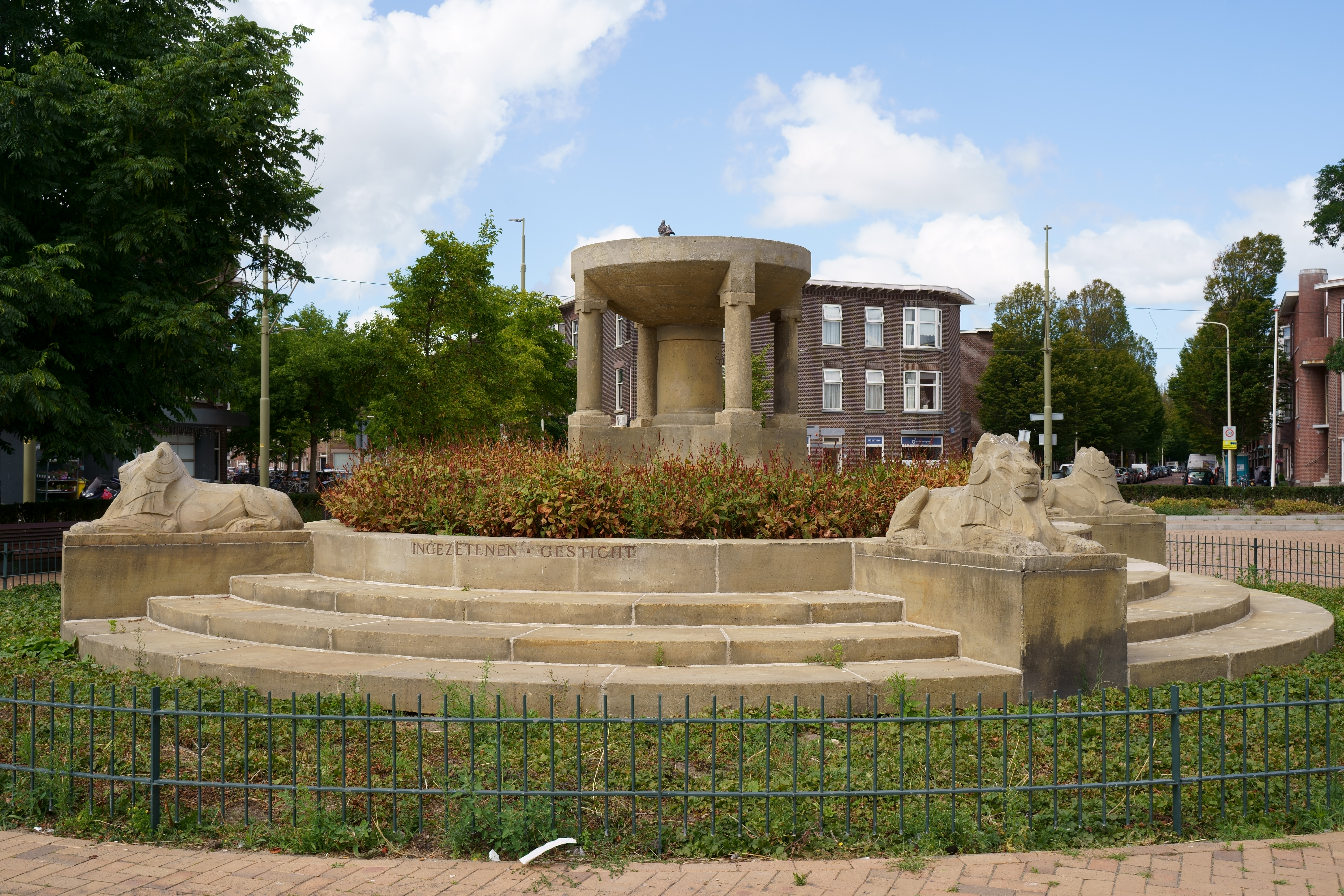
"ingezetenen gesticht"